# Cajuata (gemeente)
Cajuata is een gemeente (municipio) in de Boliviaanse provincie Inquisivi in het departement La Paz. De gemeente telt naar schatting 11.829 inwoners (2018). De hoofdplaats is Cajuata.